# Filosofia no século XVII

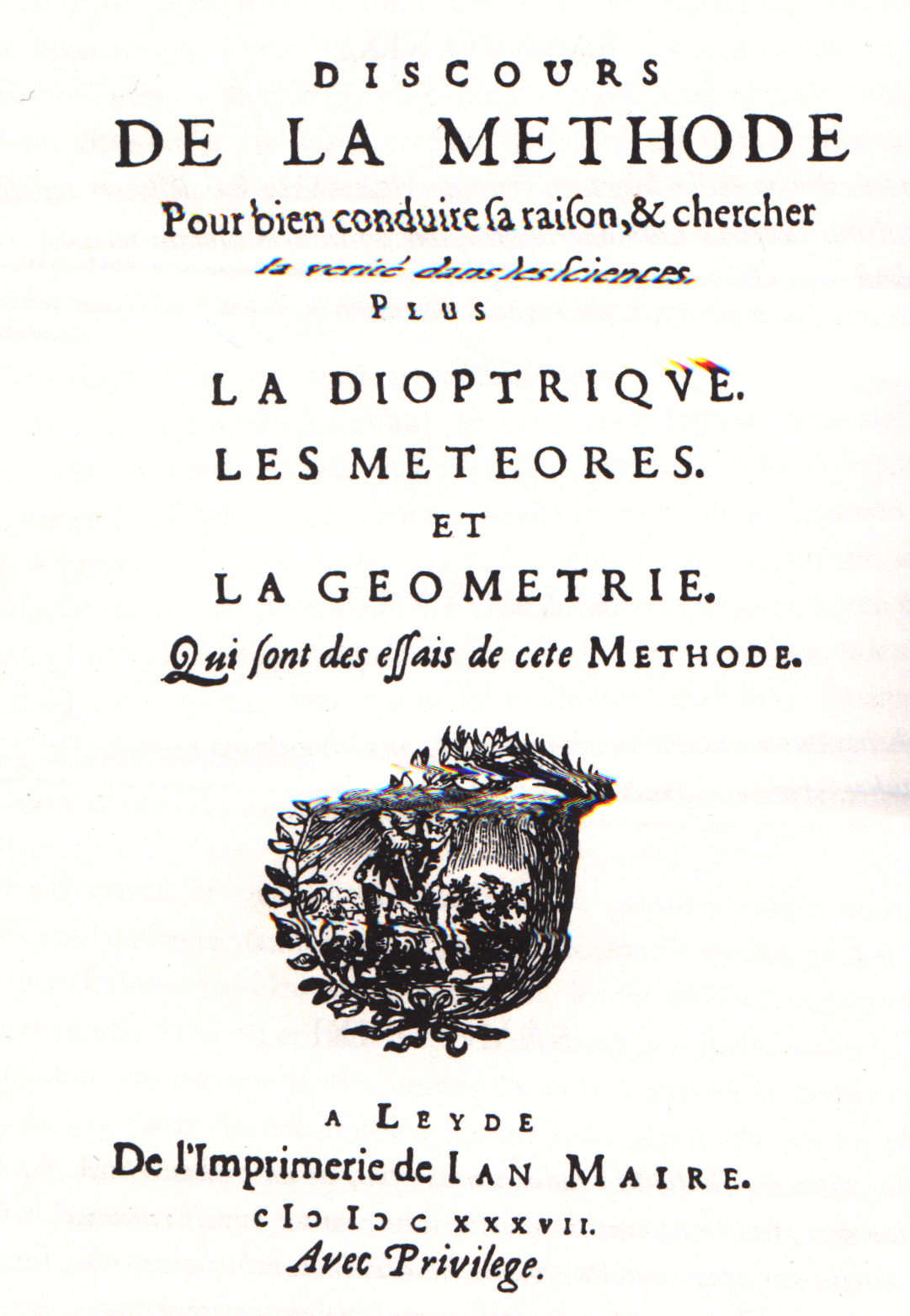
Livro de Descartes, Discurso do Método.

A filosofia do século XVII é tradicionalmente vista como o início da Filosofia Moderna, pois nesse século o conceito de subjetividade se solidifica, a moderna epistemologia surge e ocorre a ruptura intelectual com a doutrina Escolástica. A partir da ruptura com Aristóteles novas metodologias surgem: Francis Bacon inaugura o método indutivo enquanto René Descartes reconstrói uma metafísica de caráter epistemológico a partir do sujeito ordenador do conhecimento. Assim, opõem-se doutrinas epistemológicas, uma vez que Bacon precede o empirismo enquanto Descartes, o racionalismo. Esse período sucede a filosofia do Renascimento (está de certo modo preso às doutrinas da filosofia antiga) e antecede para alguns autores o Iluminismo. Para outros é nesse século que se delineia o "Período das Luzes", e, portanto, os séculos XVII e XVIII teriam uma era intelectual em comum.

## Europa
O século XVII é quase sempre estudado levando-se em conta a obra de René Descartes em especial, pois tanto ele influenciou grande parte dos pensadores dos séculos seguintes como inaugurou vários tópicos filosóficos e científicos importantes até os dias de hoje. A partir de novas metodologias constroem-se grandes sistemas filosóficos unificadores de vários campos como a epistemologia, metafísica, lógica e ética, e às vezes política e ciências naturais. Immanuel Kant classificou seus antecessores em duas escolas: empiristas e racionalistas. Supõe-se que havia uma rivalidade nomeadamente explícita entre os dois grupos, no entanto, eles próprios não se categorizavam uns aos outros. Essa divisão é uma grande simplificação do pensamento nesse século.
Os três racionalistas principais são Descartes, Bento de Espinosa e Gottfried Wilhelm Leibniz. Depois de Francis Bacon e Thomas Hobbes, vieram os posteriores empiristas John Locke, George Berkeley e David Hume. Os anteriores eram distintos pela convicção que, em princípio, todo (embora não em prática) o conhecimento pode ser ganho só pelo poder de nossa razão; os posteriores rejeitaram isto, enquanto acreditavam que todo o conhecimento tem que passar pelos senso de experiência de vida.

## Filósofos importantes do século XVII
- Francis Bacon (1561-1626)
- Galileu Galilei (1564-1642)
- Thomas Hobbes (1588-1674)
- Pierre Gassendi (1592-1655)
- René Descartes (1596-1650)
- Blaise Pascal (1623-1662)
- John Locke (1632-1704)
- Baruch Spinoza (1632-1677)
- Nicolas Malebranche (1638-1715)
- Isaac Newton (1642-1727)
- Gottfried Wilhelm Leibniz (1646-1716)
- Pierre Bayle (1647-1706)